# We'll Never Be Sober Again
We'll Never Be Sober Again è il secondo album in studio del gruppo Celtic punk di Chicago The Tossers. È stato pubblicato nel 1996 dall'etichetta Folk You Records.

## Tracce
1. Waitin' For The Wagon – 1:58
2. When You Get Here – 3:01
3. Dancin' Shoes – 4:27
4. Buckets Of Beer – 2:19
5. Aye Sir – 2:16
6. Thermometer – 2:04
7. I Know Where I'm Goin' – 3:21
8. Chelsea Girls – 4:56
9. Sleepin' In A Dustbin – 2:27
10. 30 Days – 2:10
11. Irish Whiskey – 2:58
12. Fall On The Floor – 3:22
13. Everything's Bad – 3:09
14. Alone – 7:02